# Espírito Santo do Dourado
Espírito Santo do Dourado é um município brasileiro do estado de Minas Gerais. Sua população segundo o Censo de 2022 é de 6 611 habitantes.